# Amaral (football, 1966)
Pour les articles homonymes, voir Amaral et Cardozo.
Wagner Pereira Cardozo, plus communément appelé Amaral est un footballeur brésilien né le 16 octobre 1966.